# 3731 Hancock
A 3731 Hancock (ideiglenes jelöléssel 1984 DH1) egy kisbolygó a Naprendszerben. A Perthi Obszervatórium fedezte fel 1984. február 20-án.